# پاتریک بائر (بازیکن فوتبال)
پاتریک بائر (انگلیسی: Patrick Bauer؛ زادهٔ ۲۸ اکتبر ۱۹۹۲) بازیکن فوتبال اهل آلمان است که در پست مدافع بازی می‌کند.
از باشگاه‌هایی که در آن بازی کرده‌است می‌توان به باشگاه فوتبال چارلتون اتلتیک، باشگاه فوتبال اشتوتگارت، و باشگاه ورزشی ماریتیمو اشاره کرد.
وی همچنین در تیم‌های ملی فوتبال جوانان آلمان، جوانان آلمان، و زیر ۲۰ سال آلمان بازی کرده‌است.